# 勢力忠四郎
勢力 忠四郎（せいりき ただしろう、1856年（安政3年） - 1920年1月7日）は、伊勢国朝明郡小向村（現在の三重県三重郡朝日町）出身で清見潟部屋、境川部屋に所属した元大相撲力士。本名は井上 忠四郎（旧姓水谷）。6代清見潟。最高位は西十両筆頭。8代清見潟の伊勢錦清は甥にあたる。

## 来歴
子供の頃から相撲が強く草相撲を取っていたところ、5代清見潟（元前頭筆頭・志貴ノ海幸蔵）に見出され、1876年に上京して、4月に清滝の四股名で初土俵を踏んだ。1880年5月に勢力と改名、1886年1月に数え31歳で十両昇進を果たした。その後、十両を通算6場所務めたが、師匠との折り合いが悪くなり、1888年には一時境川部屋に転籍している。1891年5月に清見潟相続人に内定した。1894年から1895年にかけては、日清戦争の近衛力士として従軍、遼東半島と台湾に渡った。1895年6月に一度引退したが、師匠が隠居しなかったので、弁護士を立て、1897年暮れに手切金と清見潟名跡相続権を勝ち取った。だが、1898年1月2日、師匠が勝負検査役選挙に当選し、なおも年寄であり続けようとしたため、勢力は1月場所に力士として復帰した。5月場所限りで師匠が隠居したので、勢力も力士を引退し、6代清見潟を襲名した。勢力は事業家としても知られ、回漕業と鉱山を経営、妻も芸妓屋を営んでいた。協会内では勧進元を2度務め、検査役も2度務めたが、神経衰弱から失明してしまい辞任した。1919年、実弟の四男を上京させて力士とし後継とした。病気療養中、1920年1月7日に自宅で死去し、清光院忠譽見道潟淨居士の諡号が贈られた 。

## 成績
十両6場所15勝19敗1分

## 改名
清滝→勢力